# Georg Böhm
Georg Böhm (Hohenkirchen, Turingia, 2 de septiembre de 1661 - 18 de mayo de 1733) fue un compositor y organista barroco alemán. Es destacado por su desarrollo de la partita coral y por su influencia sobre el joven Johann Sebastian Bach.

## Biografía
Georg Böhm nació el 2 de septiembre de 1661 en Hohenkirchen (Turingia, en la actual Alemania). Recibió sus primeras lecciones musicales de su padre, un maestro de escuela y organista, que falleció en 1675. También pudo haber recibido lecciones de Johann Heinrich Hildebrand, cantor en Ohrdruf, quien fue alumno de Heinrich Bach y Johann Christian Bach. Después de la muerte de su padre, Böhm estudió en la Lateinschule en Goldbach, y más tarde en el gymnasium de Gotha, donde se graduó en 1684. Ambas ciudades tuvieron cantores enseñados por los mismos miembros de la familia Bach, lo que pudo haber influido en Böhm. El 28 de agosto de 1684, Böhm ingresó en la Universidad de Jena. Poco se sabe sobre los años universitarios de Böhm o su vida después de la graduación. 
Reaparece de nuevo sólo en 1693, en Hamburgo. No se sabe nada de cómo Böhm vivió allí, pero se supone que fue influenciado por la vida musical de la ciudad y sus alrededores. Se representaron óperas francesas e italianas regularmente en Hamburgo, mientras que en el ámbito de la música sacra, Johann Adam Reincken de la Iglesia de Santa Katharine (Katharinenkirche) fue uno de los principales organistas y compositores para teclado de su tiempo. Böhm pudo también haber escuchado a Vincent Lübeck en la cercana Stade, o incluso a Dietrich Buxtehude en Lübeck, que también estaba cerca.
En 1698, Böhm logró suceder a Christian Flor como organista de la principal iglesia de Luneburgo, la Iglesia de San Juan (Johanniskirche). Poco después de la muerte de Flor, en 1697, Böhm acudió a una audición para el puesto, mencionando que no tenía empleo regular en ese momento. Fue aceptado de inmediato por el consejo de la ciudad, se instaló en Luneburgo y ocupó el cargo hasta su muerte. Se casó y tuvo cinco hijos. De 1700 a 1702, debió haber conocido y posiblemente tutelado al joven Johann Sebastian Bach, quien llegó a Luneburgo en 1700 y estudió en la Michaelisschule, una escuela asociada con la Iglesia de San Miguel (Michaeliskirche). Prácticamente no existe evidencia directa para demostrar que Bach estudió con Böhm y, de hecho, estudiar con el organista de la Johanniskirche habría sido difícil para un alumno de la Michaelisschule, ya que los dos coros no estaban en buenas relaciones. Sin embargo, es muy probable que este aprendizaje existiera. Carl Philipp Emanuel Bach, escribiendo a Johann Nikolaus Forkel en 1775, afirmó que su padre amaba y estudió la música de Böhm, y una corrección en su nota demuestra que su primer pensamiento fue decir que Böhm fue maestro de Johann Sebastian. El 31 de agosto de 2006, se anunció el descubrimiento de los primeros autógrafos conocidos de Bach, uno de ellos (una copia de la famosa fantasía coral de Johann Adam Reincken An Wasserflüssen Babylon) firmado «Il Fine â Dom. Georg: Böhme descriptum ao. 1700 Lunaburgi»". El «Dom». puede sugerir «domus» (casa, en latín) o «Dominus» (maestro), pero en cualquier caso se demuestra que Bach conocía personalmente Böhm. Esta conexión debió haberse convertido en una estrecha amistad que se prolongó durante muchos años, pues en 1727, Bach nombró nada menos que a Böhm como su agente para el norte para la venta de sus partitas para teclado números 2 y 3.
Böhm falleció el 18 de mayo de 1733 a la edad de 71 años. Su hijo Jakob Christian, que había heredado su cargo, falleció joven. El puesto fue finalmente ocupado por su yerno Ludwig Ernst Hartmann.

## Obra
Böhm es conocido principalmente por sus composiciones para flauta, órgano y clavecín (principalmente preludios, fugas y partitas). Muchas de sus obras fueron diseñadas con la flexibilidad del instrumento en mente: una pieza en particular se podría interpretar en el órgano, clavecín o el clavicordio, dependiendo de la situación en la que el artista se encontrara. La música de Böhm es notable por su uso del stylus fantasticus, un estilo de interpretación basado en la improvisación.
La contribución más importante a la música nortealemana para teclado de Böhm es la partita coral, una composición de gran escala que consiste en variaciones sobre una melodía coral en particular. Inventó el género de manera efectiva, escribiendo varias partitas de diferentes longitudes y melodías diversas. Compositores posteriores también tomaron el género, en especial Johann Sebastian Bach. Las partitas corales de Böhm cuentan con una sofisticada figuración en varias voces sobre la estructura armónica de la coral. Sus partitas generalmente tienen un carácter rústico y puede interpretarse con éxito en cualquier órgano o clavicémbalo.

## Eponimia
El asteroide (7578) Georgbohm fue nombrado así en su memoria.